# Kantabrisches Gebirge
Das Kantabrische Gebirge (spanisch Cordillera Cantábrica oder Sistema Cantábrico) ist ein Gebirgszug in Nordspanien. Es stellt die westliche Verlängerung der Pyrenäen dar und verläuft über 480 km durch die autonomen Regionen Navarra, Baskenland, Kantabrien, Kastilien-León, Asturien bis nach Galicien.

## Lage
Die Abgrenzung zu den Pyrenäen ist fließend, kann aber etwa entlang der Linie Pamplona – Leitza – Oria-Fluss – Donostia-San Sebastián gezogen werden. Die höchsten Erhebungen des Kantabrischen Gebirges befinden sich in der zentralen Gebirgskette Picos de Europa, deren höchster Gipfel der Torre de Cerredo mit 2648 m ist.
Das Kantabrische Gebirge stellt eine Klimascheide zwischen der grünen, maritim geprägten Nordseite (bekannt als spanisch España Verde, „das grüne Spanien“) und der kontinentalen kastilischen Hochebene (spanisch Meseta) im Süden dar.
Es begrenzt sowohl die Meseta als auch das obere Ebrobecken nach Norden hin. Sein Ostteil ist aus gefalteten mesozoischen Kreidekalkschichten (Alpidische Orogenese wie in den anschließenden Pyrenäen) aufgebaut, im Westen ist es ein altes Rumpfgebirge (Variszische Orogenese, Kaledonische Orogenese) mit Steinkohle führenden Karbon-Sedimenten im Zentralbereich.
Die industrielle Entwicklung der Regionen Asturien und des Baskenlandes im 19. Jahrhundert beruht auf den Vorkommen an Eisenerz, Steinkohle, Zink, Blei, Mangan und Kalisalz im Kantabrischen Gebirge. In den letzten Jahrzehnten sind der Bergbau und die Schwerindustrie ebenso wie in anderen europäischen Regionen stark zurückgegangen.

## Naturschutzgebiete
Die Naturschutzgebiete des Gebirgssystems, der Nationalpark Picos de Europa und der Parque Natural de Somiedo gehören zu den wenigen Rückzugsgebieten des Europäischen Braunbären, auch gibt es bedeutende Wolfs- und Geier-Populationen.

## Menschliche Spuren

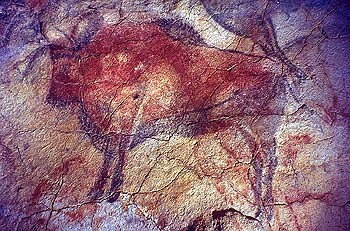
Stier in der Höhle von Altamira

- Auf der Nordseite des Gebirges wurde im Jahr 1868 die Höhle von Altamira entdeckt, deren Malereien dem Zeitraum zwischen 16.500 und 13.000 v. Chr. zugeordnet werden. Inzwischen sind weitere, aber weniger spektakuläre Fundstätten bekannt geworden.
- In der Höhle Cueva del Mirón bei Ramales de la Victoria wurde im Jahr 2010 der älteste Beleg für eine Beisetzung in der Epoche des Magdalénien auf der Iberischen Halbinsel entdeckt, die rund 18.700 Jahre alte, sogenannte „Dama Roja de la cueva de El Mirón“ (deutsch: die „Rote Dame aus der Höhle von El Mirón“).
- Hirten nutzten das Gebiet seit Jahrtausenden als Sommerweide (Transhumanz). Eine dauerhafte Besiedlung höher gelegener Orte erfolgte jedoch wahrscheinlich erst im Mittelalter.

## Berggipfel

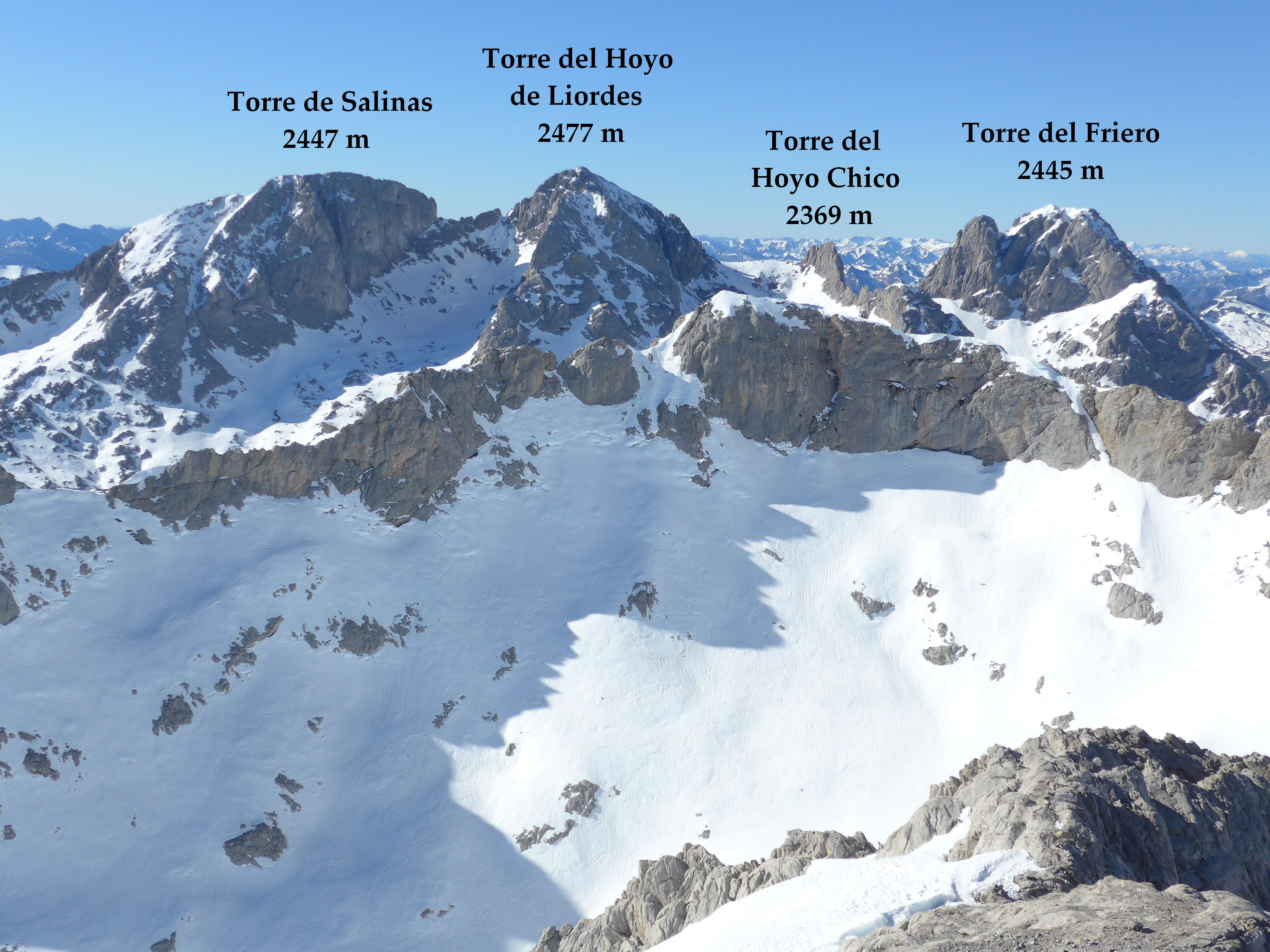
Teil der Picos de Europa

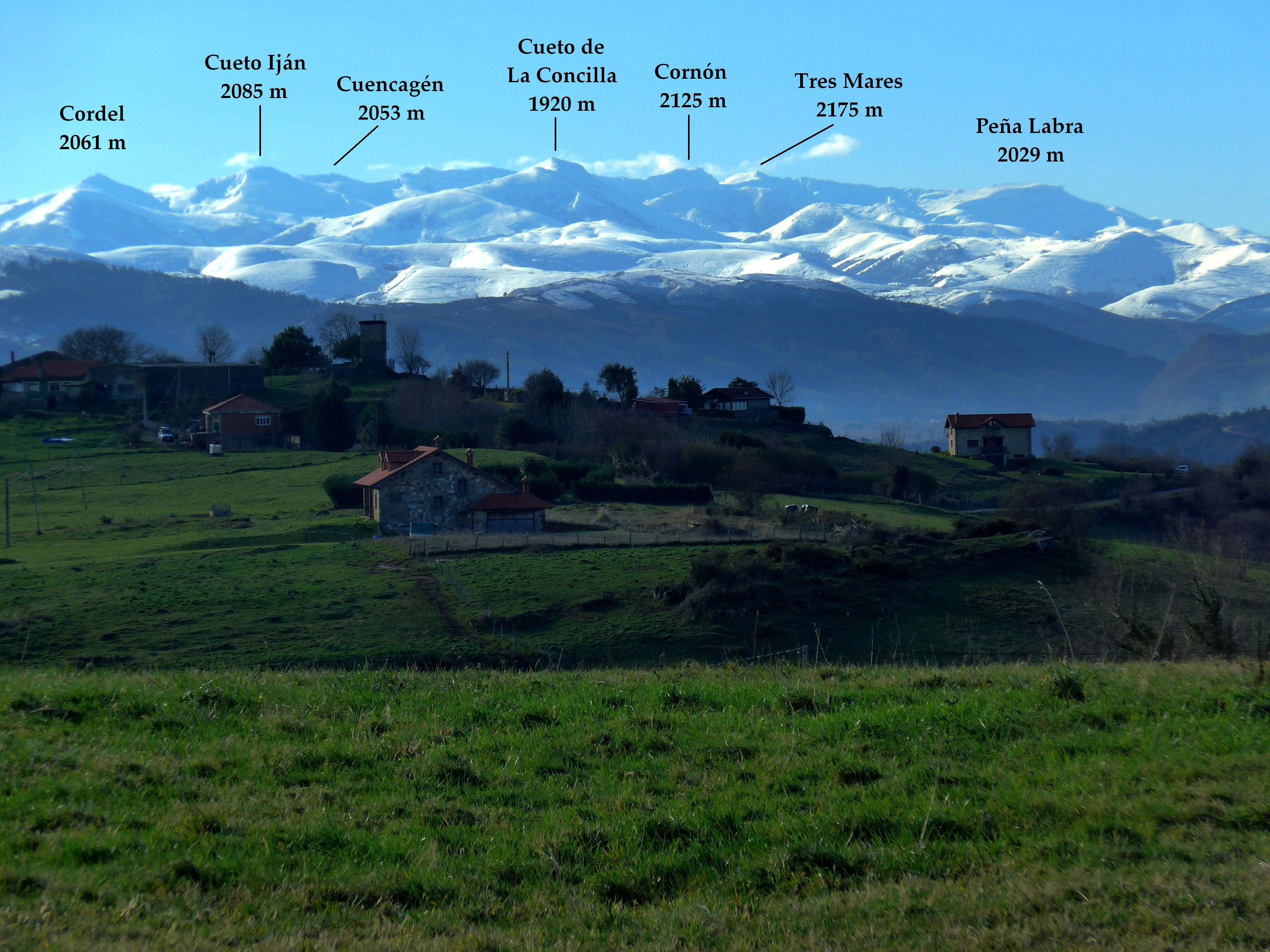
Einige Gipfel in Kantabrien

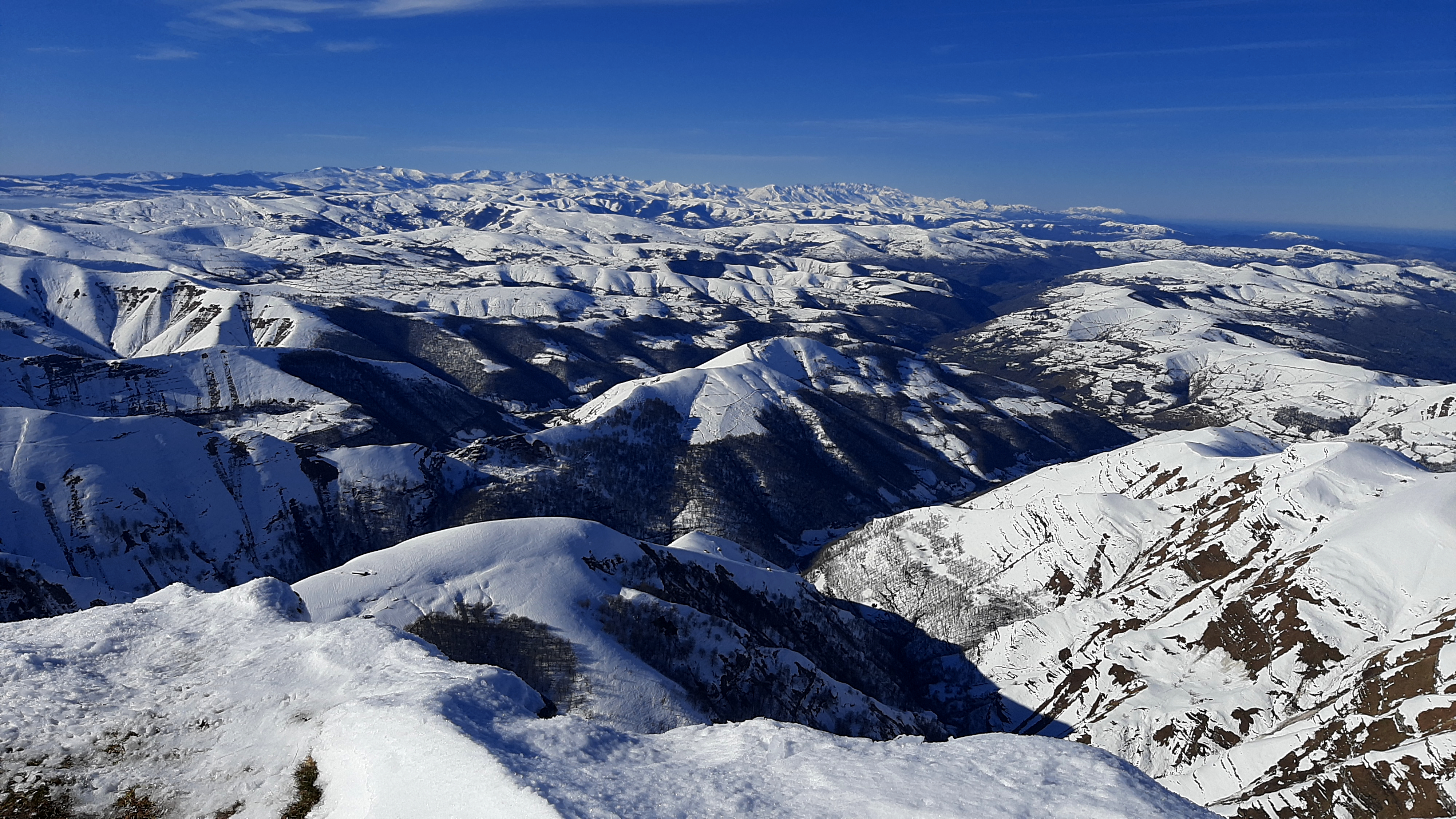
Gipfelpanorama vom 1718 m hohen Castro Valnera, Kantabrien

| Name                              | Bergmassiv           | Höhe | Region oder Provinz                           |
| --------------------------------- | -------------------- | ---- | --------------------------------------------- |
| Torre Cerredo                     | Picos de Europa      | 2650 | Asturien und Provinz León                     |
| Torre del Llambrión               | Picos de Europa      | 2642 | Provinz León                                  |
| Torre del Tiro Tirso              | Picos de Europa      | 2640 | Provinz León                                  |
| Torre Blanca                      | Picos de Europa      | 2619 | Kantabrien und Provinz León                   |
| Peña Vieja                        | Picos de Europa      | 2616 | Kantabrien                                    |
| Torre de la Palanca               | Picos de Europa      | 2614 | Provinz León                                  |
| Torre del Tiro Navarro I          | Picos de Europa      | 2602 | Asturien und Kantabrien                       |
| Torre del Hoyo Grande             | Picos de Europa      | 2602 | Asturien                                      |
| Pico de Santa Ana I               | Picos de Europa      | 2601 | Asturien und Kantabrien                       |
| Torre Santa                       | Picos de Europa      | 2598 | Provinz León                                  |
| Pico de Santa Ana II              | Picos de Europa      | 2596 | Asturien                                      |
| Pico Tesorero                     | Picos de Europa      | 2570 | Provinz León, Asturien und Kantabrien         |
| Peña Prieta                       | Fuentes Carrionas    | 2538 | Kantabrien und Provinz Palencia               |
| Curavacas                         | Fuentes Carrionas    | 2524 | Provinz Palencia                              |
| Naranjo de Bulnes o Pico Urriellu | Picos de Europa      | 2519 | Asturien                                      |
| Mojón de Tres Provincias          | Fuentes Carrionas    | 2496 | Provinz León, Provinz Palencia und Kantabrien |
| Espigüete                         | Fuentes Carrionas    | 2451 | Provinz Palencia                              |
| Peña Ubiña                        | Macizo de Ubiña      | 2417 | Provinz León und Asturien                     |
| Pico del Fontán Sur               | Macizo de Ubiña      | 2414 | Provinz León und Asturien                     |
| Pico Murcia                       | Fuentes Carrionas    | 2341 | Provinz León und Provinz Palencia             |
| Cuchillón                         | Sierra de Híjar      | 2222 | Kantabrien und Provinz Palencia               |
| Peña Ubiña Pequeña                | Macizo de Ubiña      | 2197 | Provinz León                                  |
| Peña de la Cruz                   | Macizo del Mampodre  | 2195 | Provinz León                                  |
| Peña Orniz                        | Babia/Somiedo        | 2194 | Provinz León und Asturien                     |
| Cornón                            | Laciana/Somiedo      | 2194 | Provinz León und Asturien                     |
| Montigüero                        | Babia                | 2188 | Provinz León                                  |
| Pico Tres Mares                   | Sierra de Híjar      | 2175 | Kantabrien und Provinz Palencia               |
| Cotomañinos                       | Sierra de Híjar      | 2144 | Kantabrien und Provinz Palencia               |
| Peña Ten                          | Ponga                | 2142 | Provinz León und Asturien                     |
| Cornón                            | Sierra del Cordel    | 2125 | Kantabrien                                    |
| Cueto Mañín                       | Sierra de Híjar      | 2122 | Kantabrien und Provinz Palencia               |
| Catoute                           | Sierra de Gistredo   | 2117 | Provinz León                                  |
| Peña Pileñes                      | Ponga                | 2012 | Asturien                                      |
| Cueto de la Horcada               | Sierra del Cordel    | 2111 | Kantabrien                                    |
| Tambarón                          | Sierra de Gistredo   | 2102 | Provinz León                                  |
| Cueto Iján                        | Sierra del Cordel    | 2085 | Kantabrien                                    |
| Nevadín                           | Sierra de Gistredo   | 2082 | Provinz León                                  |
| Cuetos de las Hoyas               | Sierra de Híjar      | 2079 | Kantabrien und Provinz Palencia               |
| Pico Liguardi oder La Vaca Rabona | Sierra del Cordel    | 1975 | Kantabrien                                    |
| Cueto Cordel                      | Sierra del Cordel    | 2061 | Kantabrien                                    |
| Peña Sagra                        | Sierra de Peña Sagra | 2042 | Kantabrien                                    |
| Peña del Fraile                   | Sierra del Brezo     | 2025 | Provinz Palencia                              |
| Peña Labra                        | Sierra de Híjar      | 2018 | Kantabrien und Provinz Palencia               |
| Cueto de Arbas                    | Fuentes del Narcea   | 2007 | Asturien                                      |
| Peña Redonda                      | Sierra del Brezo     | 1993 | Provinz Palencia                              |
| Mustallar                         | Sierra de Ancares    | 1978 | Provinz Lugo und Provinz León                 |
| Pico Yordas                       | Montaña de Riaño     | 1967 | Provinz León                                  |
| Tiatordos                         | Ponga                | 1952 | Asturien                                      |
| Cueto de la Concilla              | Puertos de Sejos     | 1922 | Kantabrien                                    |
| Maciédome                         | Ponga                | 1903 | Asturien                                      |
| Castro Valnera                    | Montañas pasiegas    | 1718 | Provinz Burgos und Kantabrien                 |
| Picón del Fraile                  | Montañas pasiegas    | 1632 | Provinz Burgos und Kantabrien                 |
| Peña Lusa                         | Montañas pasiegas    | 1575 | Provinz Burgos und Kantabrien                 |
| Aitxuri                           | Montes vascos        | 1551 | Baskenland                                    |
| Pico Pierzu                       | Ponga                | 1551 | Asturien                                      |
| Aizkorri                          | Montes vascos        | 1544 | Baskenland                                    |
| Gorbea                            | Montes Vascos        | 1482 | Álava und Vizcaya                             |
| Pico Jano                         | Macizo del Coriscao  | 1446 | Kantabrien                                    |
| Pico Humión                       | Montes Obarenes      | 1435 | Provinz Burgos                                |
| Irumugarrieta                     | Montes vascos        | 1431 | Navarra                                       |
| Porracolina                       | Montañas pasiegas    | 1414 | Kantabrien                                    |
| Mortillano                        | Macizo de Hornijo    | 1413 | Kantabrien                                    |